# Liste des albums musicaux numéro un au Billboard 200 en 1971
Cette page liste les albums musicaux ayant eu le plus de succès au cours de l'année 1971 aux États-Unis d'après le magazine Billboard.

## Historique
| Date         | Artiste(s)                   | Titre                       | Référence |
| ------------ | ---------------------------- | --------------------------- | --------- |
| 2 janvier    | George Harrison              | All Things Must Pass        |           |
| 9 janvier    | George Harrison              | All Things Must Pass        |           |
| 16 janvier   | George Harrison              | All Things Must Pass        |           |
| 23 janvier   | George Harrison              | All Things Must Pass        |           |
| 30 janvier   | George Harrison              | All Things Must Pass        |           |
| 6 février    | George Harrison              | All Things Must Pass        |           |
| 13 février   | George Harrison              | All Things Must Pass        |           |
| 20 février   | Artistes variés              | Jesus Christ Superstar      |           |
| 27 février   | Janis Joplin                 | Pearl                       |           |
| 6 mars       | Janis Joplin                 | Pearl                       |           |
| 13 mars      | Janis Joplin                 | Pearl                       |           |
| 20 mars      | Janis Joplin                 | Pearl                       |           |
| 27 mars      | Janis Joplin                 | Pearl                       |           |
| 3 avril      | Janis Joplin                 | Pearl                       |           |
| 10 avril     | Janis Joplin                 | Pearl                       |           |
| 17 avril     | Janis Joplin                 | Pearl                       |           |
| 24 avril     | Janis Joplin                 | Pearl                       |           |
| 1er mai      | Artistes variés              | Jesus Christ Superstar      |           |
| 8 mai        | Artistes variés              | Jesus Christ Superstar      |           |
| 15 mai       | Crosby, Stills, Nash & Young | 4 Way Street                |           |
| 22 mai       | The Rolling Stones           | Sticky Fingers              |           |
| 29 mai       | The Rolling Stones           | Sticky Fingers              |           |
| 5 juin       | The Rolling Stones           | Sticky Fingers              |           |
| 12 juin      | The Rolling Stones           | Sticky Fingers              |           |
| 19 juin      | Carole King                  | Tapestry                    |           |
| 26 juin      | Carole King                  | Tapestry                    |           |
| 3 juillet    | Carole King                  | Tapestry                    |           |
| 10 juillet   | Carole King                  | Tapestry                    |           |
| 17 juillet   | Carole King                  | Tapestry                    |           |
| 24 juillet   | Carole King                  | Tapestry                    |           |
| 31 juillet   | Carole King                  | Tapestry                    |           |
| 7 août       | Carole King                  | Tapestry                    |           |
| 14 août      | Carole King                  | Tapestry                    |           |
| 21 août      | Carole King                  | Tapestry                    |           |
| 28 août      | Carole King                  | Tapestry                    |           |
| 4 septembre  | Carole King                  | Tapestry                    |           |
| 11 septembre | Carole King                  | Tapestry                    |           |
| 18 septembre | Carole King                  | Tapestry                    |           |
| 25 septembre | Carole King                  | Tapestry                    |           |
| 2 octobre    | Rod Stewart                  | Every Picture Tells a Story |           |
| 9 octobre    | Rod Stewart                  | Every Picture Tells a Story |           |
| 16 octobre   | Rod Stewart                  | Every Picture Tells a Story |           |
| 23 octobre   | Rod Stewart                  | Every Picture Tells a Story |           |
| 30 octobre   | John Lennon                  | Imagine                     |           |
| 6 novembre   | Isaac Hayes                  | Shaft                       |           |
| 13 novembre  | Santana                      | Santana III                 |           |
| 20 novembre  | Santana                      | Santana III                 |           |
| 27 novembre  | Santana                      | Santana III                 |           |
| 4 décembre   | Santana                      | Santana III                 |           |
| 11 décembre  | Santana                      | Santana III                 |           |
| 18 décembre  | Sly and the Family Stone     | There's a Riot Goin' On     |           |
| 25 décembre  | Sly and the Family Stone     | There's a Riot Goin' On     |           |